# Familiares de traidores a la Madre Patria
Familiares de traidores a la Patria (en ruso: ЧСИР: член семьи изменника Родины, romanización ChSIR: chlen semyí izménnika Ródiny) era un término del artículo 58 del Código Penal de la RSFS de Rusia sobre procesamiento criminal de esposas e hijos de todas las personas que fueron arrestadas y condenadas como "traidores a la Patria" en la Unión Soviética durante las purgas estalinistas de 1930 y posteriores. La práctica de condenar automáticamente a esposas e hijos era un elemento básico de la Gran Purga. 
Introdujo una nueva categoría de presos designados para los familiares de la persona que fue reconocida como "Traidor a la Patria"; algunos campos de trabajo soviéticos fueron designados específicamente para esta categoría.

## Historia
La Orden n.º 00486 del NKVD instruyó sobre la represión de esposas e hijos de enemigos del pueblo condenados a ejecución o encarcelamiento. Fue fechada el 15 de agosto de 1937 y firmada por Nikolái Yezhov que actuaba como jefe del NKVD y Comisario General de Seguridad del Estado (jefe de la Dirección General de Seguridad del Estado). La orden implementó una resolución por parte del Politburó. Las partes correspondientes al artículo 58 del Código Penal se modificaron en consecuencia.
Como elemento modificador de la Orden n.º 00486 del NKVD, la Orden N.º 00689 del NKVD de 17 de octubre de 1938, firmada por Lavrenti Beria, decía que no arrestaría a las esposas automáticamente, junto con sus maridos, pero solo después de considerarlas por un solo oficial del NKVD. Sólo las esposas que eran consideradas "políticamente indignas de confianza o socialmente peligrosas" o que sabían acerca de la "actividad contrarrevolucionaria" de sus maridos debían ser arrestadas.
En 1940, un decreto del Politburó "Sobre el procesamiento de traidores a la Patria y sus familiares" y otros documentos especificaban la deportación al extremo norte de los miembros de la familia de esos "traidores a la Patria" que huyeron a través de la frontera. Se refería principalmente a la población de los territorios recién adquiridos por la Unión Soviética durante los primeros años de la Segunda Guerra Mundial: Repúblicas bálticas, procedentes de Polonia, Bielorrusia  occidental y Ucrania occidental, y Bucovina septentrional procedente de Rumania (véanse Territorios polacos anexionados por la Unión Soviética y Ocupación soviética de Besarabia y el norte de Bucovina).
El 24 de junio de 1942, el Comité Estatal de Defensa publicó la resolución secreta N.º 1926ss «Sobre los miembros de la familia de los traidores a la Patria», firmada por Stalin, que restauraba en parte la redacción original.

## Orden N.º 00486
Todos los casos debían ser considerados por el Consejo Especial del NKVD.
Las esposas estaban sujetas a encarcelamiento en campos de trabajo para términos de "al menos entre 5 y 8 años".
Los niños "socialmente peligrosos" debían ser colocados en campos de trabajos forzados, colonias correctivas de trabajo u orfanatos con régimen especial, de acuerdo con la circular Nº 106 del NKVD del 20 de mayo de 1938, titulada «Acerca de los hijos de padres represaliados». Los niños huérfanos restantes debían ser colocados en orfanatos ordinarios o con familiares no condenados (si este lo deseaba). El personal de los orfanatos para albergar a los hijos de los condenados debía ser purgado y reorganizado con personal políticamente confiable para supervisar adecuadamente la "corrección" de los niños.
El artículo 5 de la Orden declaraba que no se debía arrestar a las esposas con hijos que amamantaban, a los que estaban enfermos o a los niños enfermos. El artículo 17 especificaba además que debían ser colocados más adelante en los campos de trabajo: los amamantadores después del veredicto, aquellos con enfermedad después de la recuperación.
El artículo 16 de la Orden ordenó que las "esposas de los traidores a la Patria" fueran incorporadas al Departamento Especial de Temlag. El artículo 18 especifica diversos tipos de facilidades para encarcelar a niños "socialmente peligrosos".
Durante la Gran Purga, los orfanatos se llenaron de gente y el país quedó inundado de huérfanos fugitivos, aumentando la delincuencia juvenil una vez más desde la Guerra Civil Rusa.

## Campos de trabajo para mujeres
Según la investigadora kazaja Zubaydá Suragánova, las "familiares de los traidores de la Patria" eran enviadas, al menos, a cuatro campos de trabajo de mujeres existentes en el sistema del Gulag:
- Akmólinski, hoy en la provincia de Akmola de la República de Kazajistán, más conocido por el acrónimo ALZHIR derivado del ruso Акмолинский лагерь жён изменников Родины (АЛЖИР) (Véase Campo de trabajo para mujeres de traidores a la patria de Akmólinsk)
- Temlyakovski, a 40 kilómetros de Gorki, hoy Nizhni Nóvgorod
- Dzhanguidzhirski, a 100 kilómetros de Frunze, hoy en la República de Kirguistán
- Témnikovski, hoy en la República de Mordovia dentro de la Federación de Rusia (Temlag)

Entre familiares de dirigentes soviéticos, represaliados durante la Gran Purga, pasaron por estos campos de trabajo las esposas de Guénrij Yagoda, Iona Yakir, Aleksandr Shliápnikov, Nikolái Bujarin, Béla Kun, Gueorgui Opókov, Mijaíl Kalinin; así como la madre, la esposa, la hija, la sobrina, las hermanas y las cuñadas de Mijaíl Tujachevski. La madre y el hermano menor de Maya Plisétskaya, Azari Plisetsky, que apenas contaba con unos meses de edad, fueron internados en el ALZHIR tras la ejecución de su padre, el diplomático Mijaíl Plisetski. Parecida suerte corrieron las madres de Bulat Okudzhava, Vasili Aksiónov y de otros muchos ciudadanos soviéticos.
Se da la circunstancia de que las esposas de Mijaíl Kalinin y Viacheslav Mólotov, Yekaterina Loorberg y Polina Zhemchúzhina, respectivamente, fueron represaliadas por la policía secreta de Stalin, mientras sus maridos seguían ocupando importantes cargos en la jerarquía del país.